# Steve Darcis
Steve Darcis (Liège, Belgija, 13. ožujka 1984.) je belgijski tenisač. Dosad je osvojio dva teniska turnira a najbolji plasman ostvario je u svibnju 2008. (44. mjesto na ATP ljestvici).
Od značajnijih rezultata na Grand Slam turnirima, Darcis je 2011. igrao u trećem kolu Roland Garrosa gdje je poražen od Gaëla Monfilsa. U prvom kolu Wimbledona igranog 2013., Dracis je iznenađujuće pobijedio petog nositelja Rafaela Nadala sa 7-6, 7-6, 6-4. Time je Steve Darcis postao prvi tenisač koji je porazio Nadala u prvom kolu nekog Grand Slam turnira kao i tenisač najnižeg ranga koji je pobijedio Španjolca na Grand Slamu.
Na reprezentativnj razini, Steve Darcis je za Belgiju nastupao na Olimpijadi u Londonu 2012. gdje je u singlu stigao do osmine finala u kojem je poražen od španjolskog predstavnika Nicolása Almagra sa 7-5, 6-3.

## ATP finala

### Pojedinačno (2:1)
| Ishod   | Datum            | Turnir                 | Podloga         | Protivnik       | Rezultat      |
| ------- | ---------------- | ---------------------- | --------------- | --------------- | ------------- |
| Pobjeda | 16. srpnja 2007. | Amersfoort, Nizozemska | zemlja          | Werner Eschauer | 6–1, 7–6(7–1) |
| Pobjeda | 2. ožujka 2008.  | Memphis, SAD           | beton (dvorana) | Robin Söderling | 6–3, 7–6(7–5) |
| Poraz   | 20. srpnja 2008. | Amersfoort, Nizozemska | zemlja          | Albert Montañés | 6–1, 5–7, 3-6 |

## Vanjske poveznice
- ATP World Tour.com - Steve Darcis